# قاعدة مراعاة الخلاف
قاعدة مراعاة الخلاف هي قاعدة شرعية عرفتها الموسوعة الفقهية الكويتية بالقول: «أن من يعتقد جواز الشيء يترك فعله إن كان غيره يعتقده حراماً، كذلك في جانب الوجوب، يستحب لمن رأى إباحة الشيء أن يفعله إن كان من الأئمة من يرى وجوبه».

## اختلاف العلماء في مشروعيتها
من العلماء من يأخذ بهذه القاعدة ومنهم:
- الزركشي
- العز بن عبد السلام
- تاج الدين السبكي
- السيوطي

بعض هؤلاء العلماء يعتبرون أن الخروج من الخلاف أفضل من اتورط فيه، وبعضهم يقول إن مراعاة الخلاف من الورع، والذين يأخذون بالقاعدة يستشهدون بقوله سبحانه:«اِجتنبوْا كَثِيراً مِنَ الظَّنِّ؛ إِنَّ بَعْضَ الظَّنِّ إِثْمٌ»، وقوله صلى الله عليه وسلم:«دع ما يريبك إلى ما لا يريبك».
ومن العلماء من لا يجيز الأخذ بها ومنهم:
- ابن قيم الجوزية

## شروط مراعاة الخلاف
- الشرط الأول: أن لا تؤدي المراعاة إلى مخالفة نص ثابت عن الشرع، وهذا يتضمن مسألتين: 
  - المسألة الأولى: أن لا تؤدي المراعاة إلى مخالفة القرآن أو السنة الثابتة.
  - المسألة الثانية: أن لا تؤدي المراعاة إلى مخالفة الإجماع.
- الشرط الثاني: أن يمكن الجمع بين أقوال المجتهدين. فلو اختلف الأئمة في شيء على أكثر من رأي، وأمكن الجمع بين أقوالهم جمعنا بينها وخرجنا من الخلاف.

## وصلات خارجية
- وزارة الأوقاف والشؤون الإسلامية بالمغرب: قاعدة مراعاة الخلاف

1. ↑  "مراعاة الخلاف بين العلماء مستحب أم واجب وضوابطه". www.islamweb.net. اطلع عليه بتاريخ 2024-01-08.
2. ↑  "قاعدة مراعاة الخلاف". www.alkeltawia.com. اطلع عليه بتاريخ 2024-01-08.